# Campeonato Brasileiro de Futebol de 2025 - Série B
A Série B do Campeonato Brasileiro de Futebol de 2025, oficialmente Brasileirão Série B 2025 – Superbet por motivos de patrocínio, é a 44.ª edição da competição de futebol realizada no Brasil, equivalente à segunda divisão. É disputada por 20 clubes, dos quais os quatro primeiros colocados terão acesso a Série A de 2026 e os quatro últimos serão rebaixados a Série C de 2026.
As regiões Sul e Sudeste lideram o ranking de participantes, com seis clubes cada. Em seguida, aparece o Centro-Oeste com quatro equipes e, logo depois, a região Norte, que volta a ter três representantes na segunda divisão nacional após 19 anos. Por fim, o Nordeste tem apenas o CRB como único participante – o menor número da história da região na competição. Com essa nova configuração, a edição marca o retorno de diversos clássicos à Série B: o Atletiba não era disputado na segunda divisão desde 1995, ano em que Athletico Paranaense e Coritiba conseguiram o acesso juntos; o Re-Pa volta a acontecer no segundo escalão do futebol nacional após 18 anos; enquanto os três principais clubes de Goiânia não se encontravam juntos na Segundona desde 2018; e o confronto Bota-Ferro ocorre novamente na Série B depois de 35 anos. Em relação a equipes estreantes, o Athletic é o único que debuta no torneio.

## Direitos de transmissão
Essa é a primeira edição em que vai ser vigorado o sistema de ligas, semelhante a Premier League inglesa com o surgimento da Liga do Futebol Brasileiro (LIBRA) e da Liga Forte União do Futebol Brasileiro (LFU) entre os meses de maio e junho de 2022. As duas ligas tem como objetivo aumentar a competitividade do Campeonato Brasileiro e, principalmente, a distribuição das cotas de premiação e os direitos de transmissão dos jogos de maneira mais equitativa, seguindo a Lei do Mandante (Lei 14.205/21).
Pela Série B de 2025, Paysandu, Remo, Volta Redonda e Ferroviária fecharam um acordo com a LIBRA, enquanto que os demais clubes fecharam acordo com a LFU. Em ambos, a transmissão contemplaria apenas os jogos destes times como mandantes.
Buscando voltar às transmissões da segunda divisão desde a última cobertura em 2017, a RedeTV! iniciou as negociações com a LFU, oferecendo a faixa das tardes de sábado como era antigamente. Além disso, a emissora apenas faria a transmissão dos jogos, enquanto que os patrocinadores arcariam com os custos do contrato. Logo depois, LIBRA e LFU anunciaram a venda conjunta de seus direitos de transmissão, tendo apenas a RedeTV! como interessada nas transmissões em TV aberta e o Grupo Globo para fortalecer o SporTV e o Premiere.
Em 31 de março de 2025, a ESPN adquiriu o pacote para a televisão por assinatura e streaming de todos os jogos, marcando a estreia dos canais da The Walt Disney Company na cobertura do torneio. O contrato, no entanto, poderia sofrer alterações em caso de aquisição também pela RedeTV! e Globo. No dia seguinte foi anunciada a saída da Globo das negociações por falta de interesse devido a ausência de times de maior expressão no campeonato, encerrando um ciclo de 28 anos seguidos de cobertura em suas mídias.
Finalmente a dois da abertura da competição, foi confirmada a venda dos direitos de transmissão para a RedeTV!, ESPN/Disney+, Desimpedidos e Kwai, enquanto a TNT, Prime Video e CazéTV não foram contemplados, apesar de estarem com negociações encaminhadas. Com a ESPN/Disney+, o contrato tem duração de três anos. Além da Globo, a Band, o Canal GOAT e a TV Brasil também deixaram as exibições em relação ao ano anterior. Em 6 de junho, o SportyNet (então Nosso Futebol) adquiriu os direitos de transmissão do campeonato em um acordo de sublicenciamento, podendo exibir dois jogos por rodada.
| Emissora ou serviço de streaming | 1 jogo por rodada                | 2 jogos por rodada | Até 4 jogos                                                                            | Todos os jogos da rodada                                                  |
| -------------------------------- | -------------------------------- | --- | -------------------------------------------------------------------------------------- | ------------------------------------------------------------------------- |
| RedeTV!                          |                                  | Exibição em TV Aberta nas quintas-feiras (21h30) e sábados (16h), com transmissão em outros dias da semana em momentos esporádicos. |                                                                                        |                                                                           |
| ESPN                             |                                  | | Exibição em TV Paga de jogos selecionados para transmissão em variados dias da semana. |                                                                           |
| Disney+                          |                                  | |                                                                                        | Exibição via streaming pago de todos os jogos em variados dias da semana. |
| Kwai                             | Exibição via streaming gratuito. | |                                                                                        |                                                                           |
| Desimpedidos                     |                                  | Exibição no YouTube do mesmo jogo da RedeTV! seguindo o horário estabelecido pela mesma.                                            |                                                                                        |                                                                           |
| SportyNet                        |                                  | Exibição em TV Paga de jogos selecionados para transmissão em variados dias da semana.                                              |                                                                                        |                                                                           |

## Regulamento
A Série B é disputada por 20 clubes no sistema de ida e volta por pontos corridos. Em cada turno, os times jogam entre si uma única vez. Os jogos do primeiro turno são realizados na mesma ordem no segundo turno, apenas com o mando de campo invertido. Não há campeões por turnos, sendo declarado campeão o time que obtiver o maior número de pontos após as 38 rodadas. Ao final, os quatro primeiros times ascendem para a Série A de 2026, da mesma forma que os quatro últimos serão rebaixados para a Série C de 2026. O campeão ingressará diretamente na terceira fase da Copa do Brasil de 2026.

### Critérios de desempate
Em caso de empate por pontos entre dois clubes, os critérios de desempate foram aplicados na seguinte ordem:
1. Número de vitórias;
2. Saldo de gols;
3. Gols pró (marcados);
4. Confronto direto;
5. Menor número de cartões vermelhos;
6. Menor número de cartões amarelos;
7. Sorteio.

## Participantes
| Equipe               | Cidade           | Estado | Em 2024        | Estádio (mando)     | Capacidade | Títulos        |
| -------------------- | ---------------- | ------ | -------------- | ------------------- | ---------- | -------------- |
| Amazonas             | Manaus           | AM     | 11.°           | Arena da Amazônia   | 44 000     | 0 (não possui) |
| América Mineiro      | Belo Horizonte   | MG     | 8.°            | Independência       | 23 018     | 2 (1997, 2017) |
| Athletic             | São João del-Rei | MG     | 2.° (Série C)  | Arena Sicredi       | 3 500      | 0 (não possui) |
| Athletico Paranaense | Curitiba         | PR     | 17.° (Série A) | Ligga Arena         | 42 370     | 1 (1995)       |
| Atlético Goianiense  | Goiânia          | GO     | 19.° (Série A) | Antônio Accioly     | 12 500     | 1 (2016)       |
| Avaí                 | Florianópolis    | SC     | 10.°           | Ressacada           | 17 800     | 0 (não possui) |
| Botafogo-SP          | Ribeirão Preto   | SP     | 14.°           | Santa Cruz          | 25 000     | 0 (não possui) |
| Chapecoense          | Chapecó          | SC     | 15.°           | Arena Condá         | 20 289     | 1 (2020)       |
| Coritiba             | Curitiba         | PR     | 12.°           | Couto Pereira       | 40 502     | 2 (2007, 2010) |
| CRB                  | Maceió           | AL     | 16.°           | Rei Pelé            | 17 126     | 0 (não possui) |
| Criciúma             | Criciúma         | SC     | 18.° (Série A) | Heriberto Hülse     | 19 225     | 1 (2002)       |
| Cuiabá               | Cuiabá           | MT     | 20.° (Série A) | Arena Pantanal      | 44 097     | 0 (não possui) |
| Ferroviária          | Araraquara       | SP     | 3.° (Série C)  | Fonte Luminosa      | 20 000     | 0 (não possui) |
| Goiás                | Goiânia          | GO     | 6.°            | Serrinha            | 14 525     | 2 (1999, 2012) |
| Novorizontino        | Novo Horizonte   | SP     | 5.º            | Jorjão              | 12 398     | 0 (não possui) |
| Operário-PR          | Ponta Grossa     | PR     | 7.°            | Germano Krüger      | 10 632     | 0 (não possui) |
| Paysandu             | Belém            | PA     | 13.°           | Curuzu              | 16 200     | 2 (1991, 2001) |
| Remo                 | Belém            | PA     | 4.° (Série C)  | Baenão              | 13 792     | 0 (não possui) |
| Vila Nova            | Goiânia          | GO     | 9.°            | OBA                 | 11 788     | 0 (não possui) |
| Volta Redonda        | Volta Redonda    | RJ     | 1.° (Série C)  | Raulino de Oliveira | 20 225     | 0 (não possui) |

## Estádios
| Amazonas | América Mineiro | Athletic | Athletico Paranaense | Atlético Goianiense | Avaí                |
| --- | --- | --- | --- | --- | ------------------- |
| Arena da Amazônia | Independência | Arena Sicredi | Ligga Arena | Antônio Accioly | Ressacada           |
| Capacidade: 44 000 | Capacidade: 23 018 | Capacidade: 6 000 | Capacidade: 42 370 | Capacidade: 12 500 | Capacidade: 17 826  |
| | | | | |                     |
| Botafogo-SP | \| Amazonas América-MG Athletic Athletico-PR Atlético-GO Avaí Botafogo-SP Chapecoense Coritiba Criciúma CRB Cuiabá Ferroviária Goiás Novorizontino Operário-PR Remo Paysandu Volta Redonda Vila NovaLocalização dos times por Estado. Localização das equipes participantes da Série B de 2025 \| | \| Amazonas América-MG Athletic Athletico-PR Atlético-GO Avaí Botafogo-SP Chapecoense Coritiba Criciúma CRB Cuiabá Ferroviária Goiás Novorizontino Operário-PR Remo Paysandu Volta Redonda Vila NovaLocalização dos times por Estado. Localização das equipes participantes da Série B de 2025 \| | \| Amazonas América-MG Athletic Athletico-PR Atlético-GO Avaí Botafogo-SP Chapecoense Coritiba Criciúma CRB Cuiabá Ferroviária Goiás Novorizontino Operário-PR Remo Paysandu Volta Redonda Vila NovaLocalização dos times por Estado. Localização das equipes participantes da Série B de 2025 \| | \| Amazonas América-MG Athletic Athletico-PR Atlético-GO Avaí Botafogo-SP Chapecoense Coritiba Criciúma CRB Cuiabá Ferroviária Goiás Novorizontino Operário-PR Remo Paysandu Volta Redonda Vila NovaLocalização dos times por Estado. Localização das equipes participantes da Série B de 2025 \| | Chapecoense         |
| Santa Cruz | \| Amazonas América-MG Athletic Athletico-PR Atlético-GO Avaí Botafogo-SP Chapecoense Coritiba Criciúma CRB Cuiabá Ferroviária Goiás Novorizontino Operário-PR Remo Paysandu Volta Redonda Vila NovaLocalização dos times por Estado. Localização das equipes participantes da Série B de 2025 \| | \| Amazonas América-MG Athletic Athletico-PR Atlético-GO Avaí Botafogo-SP Chapecoense Coritiba Criciúma CRB Cuiabá Ferroviária Goiás Novorizontino Operário-PR Remo Paysandu Volta Redonda Vila NovaLocalização dos times por Estado. Localização das equipes participantes da Série B de 2025 \| | \| Amazonas América-MG Athletic Athletico-PR Atlético-GO Avaí Botafogo-SP Chapecoense Coritiba Criciúma CRB Cuiabá Ferroviária Goiás Novorizontino Operário-PR Remo Paysandu Volta Redonda Vila NovaLocalização dos times por Estado. Localização das equipes participantes da Série B de 2025 \| | \| Amazonas América-MG Athletic Athletico-PR Atlético-GO Avaí Botafogo-SP Chapecoense Coritiba Criciúma CRB Cuiabá Ferroviária Goiás Novorizontino Operário-PR Remo Paysandu Volta Redonda Vila NovaLocalização dos times por Estado. Localização das equipes participantes da Série B de 2025 \| | Arena Condá         |
| Capacidade: 29 292 | \| Amazonas América-MG Athletic Athletico-PR Atlético-GO Avaí Botafogo-SP Chapecoense Coritiba Criciúma CRB Cuiabá Ferroviária Goiás Novorizontino Operário-PR Remo Paysandu Volta Redonda Vila NovaLocalização dos times por Estado. Localização das equipes participantes da Série B de 2025 \| | \| Amazonas América-MG Athletic Athletico-PR Atlético-GO Avaí Botafogo-SP Chapecoense Coritiba Criciúma CRB Cuiabá Ferroviária Goiás Novorizontino Operário-PR Remo Paysandu Volta Redonda Vila NovaLocalização dos times por Estado. Localização das equipes participantes da Série B de 2025 \| | \| Amazonas América-MG Athletic Athletico-PR Atlético-GO Avaí Botafogo-SP Chapecoense Coritiba Criciúma CRB Cuiabá Ferroviária Goiás Novorizontino Operário-PR Remo Paysandu Volta Redonda Vila NovaLocalização dos times por Estado. Localização das equipes participantes da Série B de 2025 \| | \| Amazonas América-MG Athletic Athletico-PR Atlético-GO Avaí Botafogo-SP Chapecoense Coritiba Criciúma CRB Cuiabá Ferroviária Goiás Novorizontino Operário-PR Remo Paysandu Volta Redonda Vila NovaLocalização dos times por Estado. Localização das equipes participantes da Série B de 2025 \| | Capacidade: 20 089  |
| | \| Amazonas América-MG Athletic Athletico-PR Atlético-GO Avaí Botafogo-SP Chapecoense Coritiba Criciúma CRB Cuiabá Ferroviária Goiás Novorizontino Operário-PR Remo Paysandu Volta Redonda Vila NovaLocalização dos times por Estado. Localização das equipes participantes da Série B de 2025 \| | \| Amazonas América-MG Athletic Athletico-PR Atlético-GO Avaí Botafogo-SP Chapecoense Coritiba Criciúma CRB Cuiabá Ferroviária Goiás Novorizontino Operário-PR Remo Paysandu Volta Redonda Vila NovaLocalização dos times por Estado. Localização das equipes participantes da Série B de 2025 \| | \| Amazonas América-MG Athletic Athletico-PR Atlético-GO Avaí Botafogo-SP Chapecoense Coritiba Criciúma CRB Cuiabá Ferroviária Goiás Novorizontino Operário-PR Remo Paysandu Volta Redonda Vila NovaLocalização dos times por Estado. Localização das equipes participantes da Série B de 2025 \| | \| Amazonas América-MG Athletic Athletico-PR Atlético-GO Avaí Botafogo-SP Chapecoense Coritiba Criciúma CRB Cuiabá Ferroviária Goiás Novorizontino Operário-PR Remo Paysandu Volta Redonda Vila NovaLocalização dos times por Estado. Localização das equipes participantes da Série B de 2025 \| |                     |
| Coritiba | \| Amazonas América-MG Athletic Athletico-PR Atlético-GO Avaí Botafogo-SP Chapecoense Coritiba Criciúma CRB Cuiabá Ferroviária Goiás Novorizontino Operário-PR Remo Paysandu Volta Redonda Vila NovaLocalização dos times por Estado. Localização das equipes participantes da Série B de 2025 \| | \| Amazonas América-MG Athletic Athletico-PR Atlético-GO Avaí Botafogo-SP Chapecoense Coritiba Criciúma CRB Cuiabá Ferroviária Goiás Novorizontino Operário-PR Remo Paysandu Volta Redonda Vila NovaLocalização dos times por Estado. Localização das equipes participantes da Série B de 2025 \| | \| Amazonas América-MG Athletic Athletico-PR Atlético-GO Avaí Botafogo-SP Chapecoense Coritiba Criciúma CRB Cuiabá Ferroviária Goiás Novorizontino Operário-PR Remo Paysandu Volta Redonda Vila NovaLocalização dos times por Estado. Localização das equipes participantes da Série B de 2025 \| | \| Amazonas América-MG Athletic Athletico-PR Atlético-GO Avaí Botafogo-SP Chapecoense Coritiba Criciúma CRB Cuiabá Ferroviária Goiás Novorizontino Operário-PR Remo Paysandu Volta Redonda Vila NovaLocalização dos times por Estado. Localização das equipes participantes da Série B de 2025 \| | CRB                 |
| Couto Pereira | \| Amazonas América-MG Athletic Athletico-PR Atlético-GO Avaí Botafogo-SP Chapecoense Coritiba Criciúma CRB Cuiabá Ferroviária Goiás Novorizontino Operário-PR Remo Paysandu Volta Redonda Vila NovaLocalização dos times por Estado. Localização das equipes participantes da Série B de 2025 \| | \| Amazonas América-MG Athletic Athletico-PR Atlético-GO Avaí Botafogo-SP Chapecoense Coritiba Criciúma CRB Cuiabá Ferroviária Goiás Novorizontino Operário-PR Remo Paysandu Volta Redonda Vila NovaLocalização dos times por Estado. Localização das equipes participantes da Série B de 2025 \| | \| Amazonas América-MG Athletic Athletico-PR Atlético-GO Avaí Botafogo-SP Chapecoense Coritiba Criciúma CRB Cuiabá Ferroviária Goiás Novorizontino Operário-PR Remo Paysandu Volta Redonda Vila NovaLocalização dos times por Estado. Localização das equipes participantes da Série B de 2025 \| | \| Amazonas América-MG Athletic Athletico-PR Atlético-GO Avaí Botafogo-SP Chapecoense Coritiba Criciúma CRB Cuiabá Ferroviária Goiás Novorizontino Operário-PR Remo Paysandu Volta Redonda Vila NovaLocalização dos times por Estado. Localização das equipes participantes da Série B de 2025 \| | Rei Pelé            |
| Capacidade: 40 502 | \| Amazonas América-MG Athletic Athletico-PR Atlético-GO Avaí Botafogo-SP Chapecoense Coritiba Criciúma CRB Cuiabá Ferroviária Goiás Novorizontino Operário-PR Remo Paysandu Volta Redonda Vila NovaLocalização dos times por Estado. Localização das equipes participantes da Série B de 2025 \| | \| Amazonas América-MG Athletic Athletico-PR Atlético-GO Avaí Botafogo-SP Chapecoense Coritiba Criciúma CRB Cuiabá Ferroviária Goiás Novorizontino Operário-PR Remo Paysandu Volta Redonda Vila NovaLocalização dos times por Estado. Localização das equipes participantes da Série B de 2025 \| | \| Amazonas América-MG Athletic Athletico-PR Atlético-GO Avaí Botafogo-SP Chapecoense Coritiba Criciúma CRB Cuiabá Ferroviária Goiás Novorizontino Operário-PR Remo Paysandu Volta Redonda Vila NovaLocalização dos times por Estado. Localização das equipes participantes da Série B de 2025 \| | \| Amazonas América-MG Athletic Athletico-PR Atlético-GO Avaí Botafogo-SP Chapecoense Coritiba Criciúma CRB Cuiabá Ferroviária Goiás Novorizontino Operário-PR Remo Paysandu Volta Redonda Vila NovaLocalização dos times por Estado. Localização das equipes participantes da Série B de 2025 \| | Capacidade: 17 126  |
| | \| Amazonas América-MG Athletic Athletico-PR Atlético-GO Avaí Botafogo-SP Chapecoense Coritiba Criciúma CRB Cuiabá Ferroviária Goiás Novorizontino Operário-PR Remo Paysandu Volta Redonda Vila NovaLocalização dos times por Estado. Localização das equipes participantes da Série B de 2025 \| | \| Amazonas América-MG Athletic Athletico-PR Atlético-GO Avaí Botafogo-SP Chapecoense Coritiba Criciúma CRB Cuiabá Ferroviária Goiás Novorizontino Operário-PR Remo Paysandu Volta Redonda Vila NovaLocalização dos times por Estado. Localização das equipes participantes da Série B de 2025 \| | \| Amazonas América-MG Athletic Athletico-PR Atlético-GO Avaí Botafogo-SP Chapecoense Coritiba Criciúma CRB Cuiabá Ferroviária Goiás Novorizontino Operário-PR Remo Paysandu Volta Redonda Vila NovaLocalização dos times por Estado. Localização das equipes participantes da Série B de 2025 \| | \| Amazonas América-MG Athletic Athletico-PR Atlético-GO Avaí Botafogo-SP Chapecoense Coritiba Criciúma CRB Cuiabá Ferroviária Goiás Novorizontino Operário-PR Remo Paysandu Volta Redonda Vila NovaLocalização dos times por Estado. Localização das equipes participantes da Série B de 2025 \| |                     |
| Criciúma | \| Amazonas América-MG Athletic Athletico-PR Atlético-GO Avaí Botafogo-SP Chapecoense Coritiba Criciúma CRB Cuiabá Ferroviária Goiás Novorizontino Operário-PR Remo Paysandu Volta Redonda Vila NovaLocalização dos times por Estado. Localização das equipes participantes da Série B de 2025 \| | \| Amazonas América-MG Athletic Athletico-PR Atlético-GO Avaí Botafogo-SP Chapecoense Coritiba Criciúma CRB Cuiabá Ferroviária Goiás Novorizontino Operário-PR Remo Paysandu Volta Redonda Vila NovaLocalização dos times por Estado. Localização das equipes participantes da Série B de 2025 \| | \| Amazonas América-MG Athletic Athletico-PR Atlético-GO Avaí Botafogo-SP Chapecoense Coritiba Criciúma CRB Cuiabá Ferroviária Goiás Novorizontino Operário-PR Remo Paysandu Volta Redonda Vila NovaLocalização dos times por Estado. Localização das equipes participantes da Série B de 2025 \| | \| Amazonas América-MG Athletic Athletico-PR Atlético-GO Avaí Botafogo-SP Chapecoense Coritiba Criciúma CRB Cuiabá Ferroviária Goiás Novorizontino Operário-PR Remo Paysandu Volta Redonda Vila NovaLocalização dos times por Estado. Localização das equipes participantes da Série B de 2025 \| | Cuiabá              |
| Heriberto Hülse | \| Amazonas América-MG Athletic Athletico-PR Atlético-GO Avaí Botafogo-SP Chapecoense Coritiba Criciúma CRB Cuiabá Ferroviária Goiás Novorizontino Operário-PR Remo Paysandu Volta Redonda Vila NovaLocalização dos times por Estado. Localização das equipes participantes da Série B de 2025 \| | \| Amazonas América-MG Athletic Athletico-PR Atlético-GO Avaí Botafogo-SP Chapecoense Coritiba Criciúma CRB Cuiabá Ferroviária Goiás Novorizontino Operário-PR Remo Paysandu Volta Redonda Vila NovaLocalização dos times por Estado. Localização das equipes participantes da Série B de 2025 \| | \| Amazonas América-MG Athletic Athletico-PR Atlético-GO Avaí Botafogo-SP Chapecoense Coritiba Criciúma CRB Cuiabá Ferroviária Goiás Novorizontino Operário-PR Remo Paysandu Volta Redonda Vila NovaLocalização dos times por Estado. Localização das equipes participantes da Série B de 2025 \| | \| Amazonas América-MG Athletic Athletico-PR Atlético-GO Avaí Botafogo-SP Chapecoense Coritiba Criciúma CRB Cuiabá Ferroviária Goiás Novorizontino Operário-PR Remo Paysandu Volta Redonda Vila NovaLocalização dos times por Estado. Localização das equipes participantes da Série B de 2025 \| | Arena Pantanal      |
| Capacidade: 19 990 | \| Amazonas América-MG Athletic Athletico-PR Atlético-GO Avaí Botafogo-SP Chapecoense Coritiba Criciúma CRB Cuiabá Ferroviária Goiás Novorizontino Operário-PR Remo Paysandu Volta Redonda Vila NovaLocalização dos times por Estado. Localização das equipes participantes da Série B de 2025 \| | \| Amazonas América-MG Athletic Athletico-PR Atlético-GO Avaí Botafogo-SP Chapecoense Coritiba Criciúma CRB Cuiabá Ferroviária Goiás Novorizontino Operário-PR Remo Paysandu Volta Redonda Vila NovaLocalização dos times por Estado. Localização das equipes participantes da Série B de 2025 \| | \| Amazonas América-MG Athletic Athletico-PR Atlético-GO Avaí Botafogo-SP Chapecoense Coritiba Criciúma CRB Cuiabá Ferroviária Goiás Novorizontino Operário-PR Remo Paysandu Volta Redonda Vila NovaLocalização dos times por Estado. Localização das equipes participantes da Série B de 2025 \| | \| Amazonas América-MG Athletic Athletico-PR Atlético-GO Avaí Botafogo-SP Chapecoense Coritiba Criciúma CRB Cuiabá Ferroviária Goiás Novorizontino Operário-PR Remo Paysandu Volta Redonda Vila NovaLocalização dos times por Estado. Localização das equipes participantes da Série B de 2025 \| | Capacidade: 44 000  |
| | \| Amazonas América-MG Athletic Athletico-PR Atlético-GO Avaí Botafogo-SP Chapecoense Coritiba Criciúma CRB Cuiabá Ferroviária Goiás Novorizontino Operário-PR Remo Paysandu Volta Redonda Vila NovaLocalização dos times por Estado. Localização das equipes participantes da Série B de 2025 \| | \| Amazonas América-MG Athletic Athletico-PR Atlético-GO Avaí Botafogo-SP Chapecoense Coritiba Criciúma CRB Cuiabá Ferroviária Goiás Novorizontino Operário-PR Remo Paysandu Volta Redonda Vila NovaLocalização dos times por Estado. Localização das equipes participantes da Série B de 2025 \| | \| Amazonas América-MG Athletic Athletico-PR Atlético-GO Avaí Botafogo-SP Chapecoense Coritiba Criciúma CRB Cuiabá Ferroviária Goiás Novorizontino Operário-PR Remo Paysandu Volta Redonda Vila NovaLocalização dos times por Estado. Localização das equipes participantes da Série B de 2025 \| | \| Amazonas América-MG Athletic Athletico-PR Atlético-GO Avaí Botafogo-SP Chapecoense Coritiba Criciúma CRB Cuiabá Ferroviária Goiás Novorizontino Operário-PR Remo Paysandu Volta Redonda Vila NovaLocalização dos times por Estado. Localização das equipes participantes da Série B de 2025 \| |                     |
| Ferroviária | \| Amazonas América-MG Athletic Athletico-PR Atlético-GO Avaí Botafogo-SP Chapecoense Coritiba Criciúma CRB Cuiabá Ferroviária Goiás Novorizontino Operário-PR Remo Paysandu Volta Redonda Vila NovaLocalização dos times por Estado. Localização das equipes participantes da Série B de 2025 \| | \| Amazonas América-MG Athletic Athletico-PR Atlético-GO Avaí Botafogo-SP Chapecoense Coritiba Criciúma CRB Cuiabá Ferroviária Goiás Novorizontino Operário-PR Remo Paysandu Volta Redonda Vila NovaLocalização dos times por Estado. Localização das equipes participantes da Série B de 2025 \| | \| Amazonas América-MG Athletic Athletico-PR Atlético-GO Avaí Botafogo-SP Chapecoense Coritiba Criciúma CRB Cuiabá Ferroviária Goiás Novorizontino Operário-PR Remo Paysandu Volta Redonda Vila NovaLocalização dos times por Estado. Localização das equipes participantes da Série B de 2025 \| | \| Amazonas América-MG Athletic Athletico-PR Atlético-GO Avaí Botafogo-SP Chapecoense Coritiba Criciúma CRB Cuiabá Ferroviária Goiás Novorizontino Operário-PR Remo Paysandu Volta Redonda Vila NovaLocalização dos times por Estado. Localização das equipes participantes da Série B de 2025 \| | Goiás               |
| Fonte Luminosa | \| Amazonas América-MG Athletic Athletico-PR Atlético-GO Avaí Botafogo-SP Chapecoense Coritiba Criciúma CRB Cuiabá Ferroviária Goiás Novorizontino Operário-PR Remo Paysandu Volta Redonda Vila NovaLocalização dos times por Estado. Localização das equipes participantes da Série B de 2025 \| | \| Amazonas América-MG Athletic Athletico-PR Atlético-GO Avaí Botafogo-SP Chapecoense Coritiba Criciúma CRB Cuiabá Ferroviária Goiás Novorizontino Operário-PR Remo Paysandu Volta Redonda Vila NovaLocalização dos times por Estado. Localização das equipes participantes da Série B de 2025 \| | \| Amazonas América-MG Athletic Athletico-PR Atlético-GO Avaí Botafogo-SP Chapecoense Coritiba Criciúma CRB Cuiabá Ferroviária Goiás Novorizontino Operário-PR Remo Paysandu Volta Redonda Vila NovaLocalização dos times por Estado. Localização das equipes participantes da Série B de 2025 \| | \| Amazonas América-MG Athletic Athletico-PR Atlético-GO Avaí Botafogo-SP Chapecoense Coritiba Criciúma CRB Cuiabá Ferroviária Goiás Novorizontino Operário-PR Remo Paysandu Volta Redonda Vila NovaLocalização dos times por Estado. Localização das equipes participantes da Série B de 2025 \| | Serrinha            |
| Capacidade: 20 000 | \| Amazonas América-MG Athletic Athletico-PR Atlético-GO Avaí Botafogo-SP Chapecoense Coritiba Criciúma CRB Cuiabá Ferroviária Goiás Novorizontino Operário-PR Remo Paysandu Volta Redonda Vila NovaLocalização dos times por Estado. Localização das equipes participantes da Série B de 2025 \| | \| Amazonas América-MG Athletic Athletico-PR Atlético-GO Avaí Botafogo-SP Chapecoense Coritiba Criciúma CRB Cuiabá Ferroviária Goiás Novorizontino Operário-PR Remo Paysandu Volta Redonda Vila NovaLocalização dos times por Estado. Localização das equipes participantes da Série B de 2025 \| | \| Amazonas América-MG Athletic Athletico-PR Atlético-GO Avaí Botafogo-SP Chapecoense Coritiba Criciúma CRB Cuiabá Ferroviária Goiás Novorizontino Operário-PR Remo Paysandu Volta Redonda Vila NovaLocalização dos times por Estado. Localização das equipes participantes da Série B de 2025 \| | \| Amazonas América-MG Athletic Athletico-PR Atlético-GO Avaí Botafogo-SP Chapecoense Coritiba Criciúma CRB Cuiabá Ferroviária Goiás Novorizontino Operário-PR Remo Paysandu Volta Redonda Vila NovaLocalização dos times por Estado. Localização das equipes participantes da Série B de 2025 \| | Capacidade: 14 525  |
| | \| Amazonas América-MG Athletic Athletico-PR Atlético-GO Avaí Botafogo-SP Chapecoense Coritiba Criciúma CRB Cuiabá Ferroviária Goiás Novorizontino Operário-PR Remo Paysandu Volta Redonda Vila NovaLocalização dos times por Estado. Localização das equipes participantes da Série B de 2025 \| | \| Amazonas América-MG Athletic Athletico-PR Atlético-GO Avaí Botafogo-SP Chapecoense Coritiba Criciúma CRB Cuiabá Ferroviária Goiás Novorizontino Operário-PR Remo Paysandu Volta Redonda Vila NovaLocalização dos times por Estado. Localização das equipes participantes da Série B de 2025 \| | \| Amazonas América-MG Athletic Athletico-PR Atlético-GO Avaí Botafogo-SP Chapecoense Coritiba Criciúma CRB Cuiabá Ferroviária Goiás Novorizontino Operário-PR Remo Paysandu Volta Redonda Vila NovaLocalização dos times por Estado. Localização das equipes participantes da Série B de 2025 \| | \| Amazonas América-MG Athletic Athletico-PR Atlético-GO Avaí Botafogo-SP Chapecoense Coritiba Criciúma CRB Cuiabá Ferroviária Goiás Novorizontino Operário-PR Remo Paysandu Volta Redonda Vila NovaLocalização dos times por Estado. Localização das equipes participantes da Série B de 2025 \| |                     |
| Novorizontino | Operário-PR | Paysandu | Remo | Vila Nova | Volta Redonda       |
| Jorjão | Germano Krüger | Curuzu | Baenão | OBA | Raulino de Oliveira |
| Capacidade: 16 000 | Capacidade: 10 632 | Capacidade: 16 200 | Capacidade: 53 645 | Capacidade: 11 788 | Capacidade: 20 255  |
| | | | | |                     |
| Amazonas América-MG Athletic Athletico-PR Atlético-GO Avaí Botafogo-SP Chapecoense Coritiba Criciúma CRB Cuiabá Ferroviária Goiás Novorizontino Operário-PR Remo Paysandu Volta Redonda Vila NovaLocalização dos times por Estado. Localização das equipes participantes da Série B de 2025 | | | | |                     |

### Outros estádios
Além dos estádios de mando usual, outros estádios foram utilizados devido a punições de perda de mando de campo impostas pelo Superior Tribunal de Justiça Desportiva ou por conta de problemas de interdição dos estádios usuais ou simplesmente por opção dos clubes em mandar seus jogos em outros locais, geralmente buscando uma melhor renda.

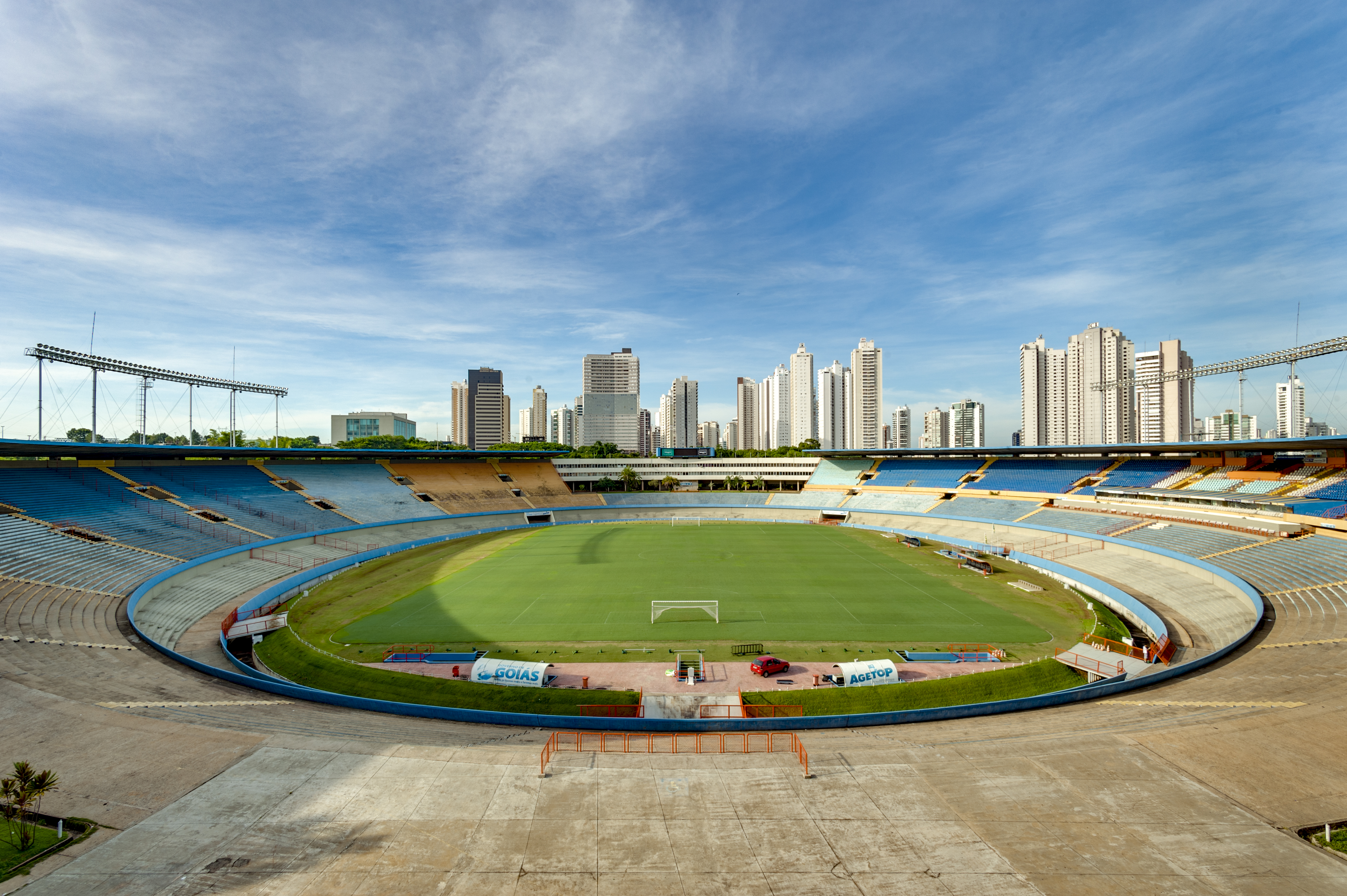
Serra Dourada (Goiânia)

Ainda foi utilizado o Carlos Zamith (Manaus).

## Classificação
| Pos | Equipe               | Pts | J  | V  | E  | D  | GP | GC | SG  | Classificação ou descenso      |
| --- | -------------------- | --- | -- | -- | -- | -- | -- | -- | --- | ------------------------------ |
| 1   | Coritiba             | 42  | 22 | 12 | 6  | 4  | 24 | 15 | +9  | Promoção à Série A de 2026     |
| 2   | Goiás                | 41  | 22 | 12 | 5  | 5  | 28 | 20 | +8  | Promoção à Série A de 2026     |
| 3   | Chapecoense          | 37  | 22 | 11 | 4  | 7  | 30 | 20 | +10 | Promoção à Série A de 2026     |
| 4   | Novorizontino        | 36  | 22 | 9  | 9  | 4  | 25 | 19 | +6  | Promoção à Série A de 2026     |
| 5   | Remo                 | 34  | 22 | 8  | 10 | 4  | 24 | 20 | +4  |                                |
| 6   | Vila Nova            | 33  | 22 | 10 | 3  | 9  | 22 | 20 | +2  |                                |
| 7   | Criciúma             | 33  | 22 | 9  | 6  | 7  | 28 | 21 | +7  |                                |
| 8   | Avaí                 | 33  | 22 | 8  | 9  | 5  | 29 | 21 | +8  |                                |
| 9   | Cuiabá               | 32  | 22 | 9  | 5  | 8  | 25 | 25 | 0   |                                |
| 10  | CRB                  | 31  | 22 | 9  | 4  | 9  | 24 | 21 | +3  |                                |
| 11  | Ferroviária          | 29  | 22 | 7  | 8  | 7  | 25 | 24 | +1  |                                |
| 12  | Operário-PR          | 27  | 22 | 7  | 6  | 9  | 23 | 22 | +1  |                                |
| 13  | Athletico Paranaense | 27  | 22 | 7  | 6  | 9  | 28 | 32 | −4  |                                |
| 14  | Atlético Goianiense  | 27  | 22 | 6  | 9  | 7  | 22 | 24 | −2  |                                |
| 15  | Athletic             | 25  | 22 | 7  | 4  | 11 | 24 | 29 | −5  |                                |
| 16  | América Mineiro      | 22  | 22 | 6  | 4  | 12 | 23 | 31 | −8  |                                |
| 17  | Volta Redonda        | 22  | 22 | 5  | 7  | 10 | 14 | 24 | −10 | Rebaixamento à Série C de 2026 |
| 18  | Botafogo-SP          | 22  | 22 | 5  | 7  | 10 | 15 | 31 | −16 | Rebaixamento à Série C de 2026 |
| 19  | Paysandu             | 21  | 22 | 4  | 9  | 9  | 19 | 25 | −6  | Rebaixamento à Série C de 2026 |
| 20  | Amazonas             | 21  | 22 | 4  | 9  | 9  | 23 | 31 | −8  | Rebaixamento à Série C de 2026 |

## Confrontos
| Mandante \ Visitante | AMA | AMM | ATH | ATP | ATG | AVA | BRP | CHA | CTB | CRB | CRI | CUI | AFE | GOI | NOV | OPF | PAY | REM | VIL | VRE |
| -------------------- | --- | --- | --- | --- | --- | --- | --- | --- | --- | --- | --- | --- | --- | --- | --- | --- | --- | --- | --- | --- |
| Amazonas             | —   | 2–2 | 1–0 | 0–1 | 1–1 | 0–2 | 3–0 |     |     | 1–1 |     |     | 0–0 | 2–2 |     | 2–0 | 1–1 |     | 2–1 |     |
| América Mineiro      | 3–1 | —   | 0–1 | 2–2 | 2–1 |     | 1–0 | 0–1 |     |     | 1–1 |     | 1–2 | 1–0 |     |     | 2–2 | 0–1 |     |     |
| Athletic             |     |     | —   |     | 1–1 | 4–0 |     |     | 1–1 | 1–2 | 1–1 | 0–2 |     |     | 0–2 | 2–1 |     | 1–2 | 0–1 | 2–1 |
| Athletico Paranaense |     |     | 1–0 | —   | 0–1 |     | 1–4 | 1–1 | 0–1 | 2–0 | 2–1 | 1–1 | 1–1 | 0–1 |     |     | 1–1 | 2–1 |     |     |
| Atlético Goianiense  |     |     | 4–2 |     | —   |     | 2–0 | 0–0 | 0–0 | 2–1 | 0–1 | 1–1 | 1–3 | 1–2 | 1–0 |     |     | 1–1 | a   | 2–0 |
| Avaí                 |     | 3–0 |     | 1–2 | 0–0 | —   | 5–0 | 2–1 |     | 1–0 | a   | 2–0 |     |     | 1–1 | 1–0 | 0–0 |     | 1–1 |     |
| Botafogo-SP          |     | 2–1 | 0–3 |     | 1–1 |     | —   | 1–0 | 0–0 | 2–1 | 0–2 |     | a   | 0–1 | 0–0 |     |     | 2–2 |     | 0–0 |
| Chapecoense          | 4–0 |     | 1–0 |     |     | a   |     | —   | 1–2 | 3–2 | 2–1 | 2–1 | 2–1 | 1–2 |     |     | 2–0 | 1–1 |     | 4–2 |
| Coritiba             | 1–1 | 1–0 |     | a   |     | 2–1 |     | 0–0 | —   |     |     | 2–0 |     |     | 0–0 | 2–0 | 2–5 |     | 1–0 | 2–0 |
| CRB                  |     | 1–2 | 1–0 |     |     |     |     | 1–0 | 0–1 | —   | 1–0 | 1–1 |     | 2–0 | 4–0 |     |     | 2–0 |     | 1–0 |
| Criciúma             | 3–2 |     | 4–0 | 4–2 |     | 1–2 |     |     | 0–1 |     | —   | 1–0 | 2–1 |     |     | 1–2 |     | 1–1 | 1–0 | 0–0 |
| Cuiabá               | 3–1 | 3–1 |     | 2–1 |     | 2–2 | 0–1 |     |     |     |     | —   | 1–0 |     |     | 2–3 | 1–0 |     | 1–0 | 2–0 |
| Ferroviária          | 2–1 |     | 1–2 |     | 2–0 | 1–1 | 1–1 |     | 2–1 | 1–0 |     |     | —   |     |     | 0–0 |     | 1–1 | 1–3 |     |
| Goiás                | 1–0 |     | 1–2 |     | a   | 2–1 |     |     | 1–0 |     | 1–1 | 3–1 | 2–0 | —   |     | 2–1 |     | 1–1 | 2–2 | 2–0 |
| Novorizontino        | 1–1 | 3–1 |     | 2–1 |     | 1–1 |     | 1–0 | 1–2 |     | 1–1 | 3–0 | 2–2 | 1–0 | —   |     | 3–1 |     |     | 1–0 |
| Operário-PR          |     | 1–0 |     | 2–2 | 3–0 | 0–0 | 3–0 | 1–2 |     | 1–1 | 1–0 |     |     | 1–2 | 2–0 | —   | 0–0 |     |     |     |
| Paysandu             |     |     | 1–1 | 1–2 | 2–2 |     | 1–0 | 0–2 |     | 1–1 | 0–1 |     | 2–1 | 0–0 |     |     | —   | a   | 0–1 |     |
| Remo                 | 1–0 | 2–0 |     |     |     | 2–1 | 1–1 |     | 1–0 |     |     | 0–0 | 0–2 |     | 1–1 | 2–1 | 0–1 | —   | 2–0 | 1–1 |
| Vila Nova            |     | 0–3 |     | 2–1 | 1–0 |     | 2–0 | 1–0 | 1–2 | 2–0 |     |     |     | 2–0 | 0–1 | 0–0 | 1–0 |     | —   |     |
| Volta Redonda        | 1–1 | 1–0 |     | 3–2 |     | 1–1 |     |     |     | 0–1 |     | 0–1 | 0–0 |     | 0–0 | 1–0 | 1–0 |     | 2–1 | —   |

## Desempenho por rodada
Posições de cada clube por rodada:
| Rodada ↓ | AMA | AMM | ATH | ATP | ATG | AVA | BRP | CHA | CTB | CRB | CRI | CUI | AFE | GOI | NOV | OPF | PAY | REM | VIL | VRE |
| -------- | --- | --- | --- | --- | --- | --- | --- | --- | --- | --- | --- | --- | --- | --- | --- | --- | --- | --- | --- | --- |
| 1.ª      | 18  | 4   | 20  | 2   | 1   | 12  | 17  | 16  | 7   | 5   | 14  | 6   | 10  | 8   | 11  | 2   | 13  | 9   | 18  | 15  |
| 2.ª      | 15  | 11  | 20  | 1   | 5   | 12  | 14  | 17  | 3   | 2   | 16  | 7   | 13  | 4   | 8   | 9   | 18  | 6   | 10  | 19  |
| 3.ª      | 17  | 6   | 20  | 5   | 11  | 9   | 16  | 14  | 4   | 1   | 13  | 2   | 8   | 3   | 10  | 15  | 19  | 7   | 12  | 18  |
| 4.ª      | 19  | 2   | 20  | 1   | 13  | 5   | 16  | 10  | 9   | 3   | 14  | 6   | 11  | 8   | 12  | 15  | 18  | 4   | 7   | 17  |
| 5.ª      | 19  | 8   | 16  | 7   | 13  | 1   | 17  | 11  | 4   | 6   | 14  | 2   | 12  | 5   | 10  | 15  | 18  | 9   | 3   | 20  |
| 6.ª      | 20  | 10  | 18  | 9   | 12  | 5   | 16  | 8   | 7   | 6   | 15  | 4   | 11  | 2   | 13  | 14  | 19  | 3   | 1   | 17  |
| 7.ª      | 20  | 11  | 15  | 9   | 13  | 4   | 18  | 7   | 8   | 6   | 16  | 5   | 12  | 1   | 14  | 10  | 19  | 2   | 3   | 17  |
| 8.ª      | 20  | 14  | 15  | 13  | 12  | 8   | 18  | 6   | 7   | 4   | 16  | 10  | 11  | 1   | 9   | 5   | 19  | 3   | 2   | 17  |
| 9.ª      | 17  | 12  | 18  | 11  | 13  | 5   | 15  | 9   | 3   | 8   | 19  | 7   | 14  | 1   | 6   | 10  | 20  | 2   | 4   | 16  |
| 10.ª     | 18  | 12  | 19  | 11  | 14  | 9   | 17  | 7   | 2   | 5   | 16  | 4   | 13  | 1   | 3   | 10  | 20  | 6   | 8   | 15  |
| 11.ª     | 18  | 14  | 19  | 12  | 13  | 6   | 17  | 8   | 4   | 7   | 15  | 3   | 10  | 1   | 2   | 11  | 20  | 5   | 9   | 16  |
| 12.ª     | 18  | 10  | 19  | 9   | 14  | 6   | 17  | 8   | 4   | 3   | 12  | 5   | 13  | 1   | 2   | 15  | 20  | 7   | 11  | 16  |
| 13.ª     | 17  | 13  | 18  | 6   | 10  | 7   | 16  | 9   | 3   | 4   | 15  | 5   | 11  | 1   | 2   | 12  | 20  | 8   | 14  | 19  |
| 14.ª     | 18  | 8   | 20  | 9   | 12  | 4   | 16  | 10  | 2   | 6   | 15  | 7   | 13  | 1   | 3   | 14  | 19  | 5   | 11  | 17  |
| 15.ª     | 20  | 12  | 17  | 6   | 11  | 4   | 16  | 7   | 1   | 10  | 15  | 9   | 13  | 2   | 3   | 14  | 18  | 5   | 8   | 19  |
| 16.ª     | 20  | 12  | 14  | 8   | 10  | 6   | 17  | 7   | 1   | 11  | 13  | 4   | 16  | 2   | 3   | 15  | 18  | 5   | 9   | 19  |
| 17.ª     | 20  | 14  | 13  | 9   | 12  | 7   | 19  | 4   | 2   | 11  | 10  | 6   | 17  | 1   | 3   | 15  | 16  | 5   | 8   | 18  |
| 18.ª     | 18  | 15  | 11  | 10  | 14  | 9   | 20  | 4   | 2   | 13  | 8   | 6   | 17  | 1   | 3   | 12  | 16  | 5   | 7   | 19  |
| 19.ª     | 19  | 15  | 12  | 11  | 14  | 8   | 20  | 4   | 2   | 10  | 6   | 7   | 18  | 1   | 3   | 13  | 17  | 5   | 9   | 16  |
| 20.ª     | 20  | 16  | 13  | 11  | 14  | 8   | 18  | 4   | 2   | 12  | 7   | 5   | 15  | 1   | 3   | 10  | 19  | 6   | 9   | 17  |
| 21.ª     | 20  | 17  | 15  | 13  | 11  | 7   | 18  | 4   | 2   | 10  | 6   | 8   | 14  | 1   | 3   | 12  | 19  | 5   | 9   | 16  |
| 22.ª     | 20  | 16  | 15  | 13  | 14  | 8   | 18  | 3   | 1   | 10  | 7   | 9   | 11  | 2   | 4   | 12  | 19  | 5   | 6   | 17  |
| 23.ª     |     |     |     |     |     |     |     |     |     |     |     |     |     |     |     |     |     |     |     |     |
| 24.ª     |     |     |     |     |     |     |     |     |     |     |     |     |     |     |     |     |     |     |     |     |
| 25.ª     |     |     |     |     |     |     |     |     |     |     |     |     |     |     |     |     |     |     |     |     |
| 26.ª     |     |     |     |     |     |     |     |     |     |     |     |     |     |     |     |     |     |     |     |     |
| 27.ª     |     |     |     |     |     |     |     |     |     |     |     |     |     |     |     |     |     |     |     |     |
| 28.ª     |     |     |     |     |     |     |     |     |     |     |     |     |     |     |     |     |     |     |     |     |
| 29.ª     |     |     |     |     |     |     |     |     |     |     |     |     |     |     |     |     |     |     |     |     |
| 30.ª     |     |     |     |     |     |     |     |     |     |     |     |     |     |     |     |     |     |     |     |     |
| 31.ª     |     |     |     |     |     |     |     |     |     |     |     |     |     |     |     |     |     |     |     |     |
| 32.ª     |     |     |     |     |     |     |     |     |     |     |     |     |     |     |     |     |     |     |     |     |
| 33.ª     |     |     |     |     |     |     |     |     |     |     |     |     |     |     |     |     |     |     |     |     |
| 34.ª     |     |     |     |     |     |     |     |     |     |     |     |     |     |     |     |     |     |     |     |     |
| 35.ª     |     |     |     |     |     |     |     |     |     |     |     |     |     |     |     |     |     |     |     |     |
| 36.ª     |     |     |     |     |     |     |     |     |     |     |     |     |     |     |     |     |     |     |     |     |
| 37.ª     |     |     |     |     |     |     |     |     |     |     |     |     |     |     |     |     |     |     |     |     |
| 38.ª     |     |     |     |     |     |     |     |     |     |     |     |     |     |     |     |     |     |     |     |     |
| Rodada ↑ | AMA | AMM | ATH | ATP | ATG | AVA | BRP | CHA | CTB | CRB | CRI | CUI | AFE | GOI | NOV | OPF | PAY | REM | VIL | VRE |

| Líder e promoção à Série A de 2026 Zona de promoção à Série A de 2026 Zona de rebaixamento à Série C de 2026 |

## Estatísticas

### Artilharia
| Pos. | Jogador         | Equipe               | Gols |
| ---- | --------------- | -------------------- | ---- |
| 1    | Pedro Rocha     | Remo                 | 10   |
| 2    | Carlão          | Ferroviária          | 8    |
| 3    | Anselmo Ramon   | Goiás                | 7    |
| 3    | Kevin Ramírez   | Amazonas             | 7    |
| 3    | Neto Costa      | Athletic             | 7    |
| 6    | Diego Gonçalves | Criciúma             | 6    |
| 6    | Maílton         | Chapecoense          | 6    |
| 6    | Renan Peixoto   | Athletico Paranaense | 6    |

### Assistências
| Pos. | Jogador          | Equipe               | Assists. |
| ---- | ---------------- | -------------------- | -------- |
| 1    | Giovanni Augusto | Chapecoense          | 7        |
| 2    | Bruno Zapelli    | Athletico Paranaense | 5        |
| 2    | Juninho          | Ferroviária          | 5        |

### Hat-tricks
| Jogador       | Clube         | Adversário | Placar  | Data       | Ref.   |
| ------------- | ------------- | ---------- | ------- | ---------- | ------ |
| Nathan Fogaça | Novorizontino | Paysandu   | 3–1 (C) | 25 de maio | [ 32 ] |

### Públicos
Maiores públicos
Estes são os dez maiores públicos do campeonato:
| N.º | Público | Mandante             | Placar | Visitante     | Estádio       | Data         | Rodada | Ref.   |
| --- | ------- | -------------------- | ------ | ------------- | ------------- | ------------ | ------ | ------ |
| 1   | 39 469  | Athletico Paranaense | 0–1    | Coritiba      | Ligga Arena   | 22 de junho  | 14.ª   | [ 33 ] |
| 2   | 38 154  | Remo                 | 0–1    | Paysandu      | Mangueirão    | 21 de junho  | 13.ª   | [ 34 ] |
| 3   | 28 604  | Remo                 | 1–1    | Botafogo-SP   | Mangueirão    | 16 de agosto | 22.ª   | [ 35 ] |
| 4   | 27 514  | Remo                 | 1–0    | Amazonas      | Mangueirão    | 3 de maio    | 6.ª    | [ 36 ] |
| 5   | 26 887  | Remo                 | 1–1    | Volta Redonda | Mangueirão    | 24 de maio   | 9.ª    | [ 37 ] |
| 6   | 25 651  | Coritiba             | 1–0    | Vila Nova     | Couto Pereira | 5 de abril   | 1.ª    | [ 38 ] |
| 7   | 23 449  | Coritiba             | 2–1    | Avaí          | Couto Pereira | 31 de maio   | 10.ª   | [ 39 ] |
| 8   | 22 731  | Coritiba             | 0–0    | Novorizontino | Couto Pereira | 16 de abril  | 3.ª    | [ 40 ] |
| 9   | 22 612  | Coritiba             | 2–5    | Paysandu      | Couto Pereira | 19 de julho  | 15.ª   | [ 41 ] |
| 10  | 22 035  | Paysandu             | 1–1    | CRB           | Mangueirão    | 27 de abril  | 5.ª    | [ 42 ] |

Menores públicos
Estes são os dez menores públicos do campeonato:
| N.º | Público | Mandante      | Placar | Visitante           | Estádio             | Data        | Rodada | Ref.   |
| --- | ------- | ------------- | ------ | ------------------- | ------------------- | ----------- | ------ | ------ |
| 1   | 76      | Athletic      | 0–1    | Vila Nova           | Independência       | 6 de maio   | 6.ª    | [ 43 ] |
| 2   | 85      | Athletic      | 0–1    | Cuiabá              | Independência       | 31 de maio  | 10.ª   | [ 44 ] |
| 3   | 86      | Athletic      | 0–2    | Novorizontino       | Independência       | 17 de maio  | 8.ª    | [ 45 ] |
| 4   | 118     | Athletic      | 2–1    | Volta Redonda       | Independência       | 27 de abril | 5.ª    | [ 46 ] |
| 5   | 169     | Athletic      | 1–2    | CRB                 | Independência       | 13 de abril | 2.ª    | [ 47 ] |
| 6   | 215     | Ferroviária   | 1–0    | CRB                 | Jorjão              | 21 de junho | 13.ª   | [ 48 ] |
| 7   | 310     | Amazonas      | 1–1    | Atlético Goianiense | Carlos Zamith       | 27 de abril | 5.ª    | [ 49 ] |
| 8   | 320     | Amazonas      | 2–0    | Operário-PR         | Carlos Zamith       | 25 de maio  | 9.ª    | [ 50 ] |
| 9   | 322     | Amazonas      | 3–0    | Botafogo-SP         | Carlos Zamith       | 20 de julho | 17.ª   | [ 51 ] |
| 10  | 350     | Volta Redonda | 1–0    | Operário-PR         | Raulino de Oliveira | 29 de junho | 14.ª   | [ 52 ] |

## Mudanças de técnicos
| Clube                | Antecessor                 | Data         | Última partida                       | Rod  | Pos  | Sucessor           | Ref.          |
| -------------------- | -------------------------- | ------------ | ------------------------------------ | ---- | ---- | ------------------ | ------------- |
| Novorizontino        | Ben-Hur Moreira (interino) | 6 de abril   | Avaí 1–1 Novorizontino               | 1.ª  | 10.º | Umberto Louzer     | [ 53 ] [ 54 ] |
| Amazonas             | Eduardo Barros             | 19 de abril  | América Mineiro 3–1 Amazonas         | 3.ª  | 17.º | Guilherme Alves    | [ 56 ] [ 57 ] |
| Athletico Paranaense | Maurício Barbieri          | 4 de maio    | Athletico Paranaense 1–4 Botafogo-SP | 6.ª  | 9.º  | Odair Hellmann     | [ 59 ] [ 60 ] |
| Criciúma             | Zé Ricardo                 | 6 de maio    | Chapecoense 2–1 Criciúma             | 6.ª  | 15.º | Eduardo Baptista   | [ 61 ] [ 62 ] |
| Atlético Goianiense  | Claudio Tencati            | 13 de maio   | Avaí 0–0 Atlético Goianiense         | 7.ª  | 12.º | Fábio Matias       | [ 63 ]        |
| Botafogo-SP          | Márcio Zanardi             | 18 de maio   | Operário-PR 3–0 Botafogo-SP          | 8.ª  | 18.º | Allan Aal          | [ 64 ] [ 65 ] |
| Athletic             | Roger Silva                | 2 de junho   | Athletic 0–1 Cuiabá                  | 10.ª | 18.º | Rui Duarte         | [ 66 ] [ 67 ] |
| América Mineiro      | William Batista            | 2 de junho   | Volta Redonda 1–0 América Mineiro    | 10.ª | 12.º | Enderson Moreira   | [ 68 ] [ 69 ] |
| Paysandu             | Luizinho Lopes             | 2 de junho   | Paysandu 0–1 Criciúma                | 10.ª | 20.º | Claudinei Oliveira | [ 71 ] [ 72 ] |
| Remo                 | Daniel Paulista            | 6 de junho   | CRB 2–0 Remo                         | 10.ª | 6.º  | António Oliveira   | [ 74 ] [ 75 ] |
| Vila Nova            | Rafael Lacerda             | 11 de junho  | Criciúma 1–0 Vila Nova               | 11.ª | 9.º  | Luizinho Lopes     | [ 76 ] [ 77 ] |
| Operário-PR          | Bruno Pivetti              | 16 de junho  | Athletic 2–1 Operário-PR             | 12.ª | 15.º | Alex               | [ 78 ] [ 79 ] |
| Amazonas             | Guilherme Alves            | 6 de julho   | Amazonas 0–1 Athletico Paranaense    | 15.ª | 19.º | Márcio Zanardi     | [ 80 ] [ 81 ] |
| Atlético Goianiense  | Fábio Matias               | 18 de julho  | Atlético Goianiense 0–1 Criciúma     | 17.ª | 12.º | Rafael Lacerda     | [ 82 ] [ 83 ] |
| Vila Nova            | Luizinho Lopes             | 1 de agosto  | Vila Nova 1–2 Coritiba               | 20.ª | 9.º  | Paulo Turra        | [ 84 ] [ 85 ] |
| América Mineiro      | Enderson Moreira           | 3 de agosto  | Botafogo-SP 2–1 América Mineiro      | 20.ª | 16.º | Alberto Valentim   | [ 87 ] [ 88 ] |
| Cuiabá               | Guto Ferreira              | 10 de agosto | Avaí 2–0 Cuiabá                      | 21.ª | 7.º  | Eduardo Barros     | [ 89 ] [ 90 ] |